# European Coalition of Cities against Racism
Die European Coalition of Cities against Racism („Europäische Städte-Koalition gegen Rassismus“) ist ein Bündnis europäischer Städte, das gegründet wurde, um sich aktiv gegen Rassismus auf kommunaler Ebene einzusetzen. Um dieses Ziel zu erreichen, hat das Städtenetzwerk einen Zehn-Punkte-Aktionsplan erarbeitet und ermöglicht daneben auch den Austausch von Best Practice und Vernetzung zwischen den Städten im Bereich Antirassismus.
Die Gründung des Bündnisses geht auf eine Initiative der UNESCO, der Internationalen Städte-Koalition gegen Rassismus (ICCAR), aus dem Jahr 2004 zurück.
Derzeit gehören dem Netzwerk etwa 140 Städte und Gemeinden aus 23 verschiedenen europäischen Ländern an. Präsident der ECCAR ist Benedetto Zacchiroli, der die Stadt Bologna repräsentiert. Koordiniert wird die Arbeit der Koalition durch ihre Geschäftsstelle in der Stadt Heidelberg.